# Signy Research Station
Signy Research Station – brytyjska letnia stacja polarna położona na wyspie Signy w archipelagu Orkadów Południowych, zarządzana przez British Antarctic Survey. Signy jest drugą stacją założoną na Orkadach Południowych, po argentyńskiej stacji Orcadas.
Znajduje się ona ok. 900 km na południowy zachód od należącej do Wielkiej Brytanii wyspy Georgia Południowa. Orkady Południowe znajdują się w obszarze brytyjskich i argentyńskich roszczeń terytorialnych.

## Historia i działalność
Na wyspie od 1907 lub 1908 r. miała miejsce działalność wielorybnicza, baza wielorybników znajdowała się w Factory Cove, w miejscu dzisiejszej stacji badawczej. Badania naukowe w Signy Research Station zaczęły się oficjalnie 18 marca 1947 roku. W 1955 w miejsce bazy wielorybniczej wzniesiony został pierwszy nowy budynek stacji (Tønsberg House). Od 1996 funkcjonuje ona tylko w okresie letnim, wcześniej działała całorocznie.
W stacji prowadzone są głównie badania biologiczne, dotyczące pingwinów i ptaków morskich oraz fok, a także limnologii. Prowadzony jest długoterminowy monitoring zmian klimatu i ekosystemów Oceanu Południowego; w badaniach zmian klimatu uczestniczą także Holendrzy. Przy współpracy z Japończykami realizowany jest program badań nad morskimi drapieżnikami i ich przystosowywaniem się do zmienności środowiska. Wspólnie z badaczami z Malezji w stacji prowadzone są badania mikroorganizmów i z zakresu biologii molekularnej.

## Budynki i personel

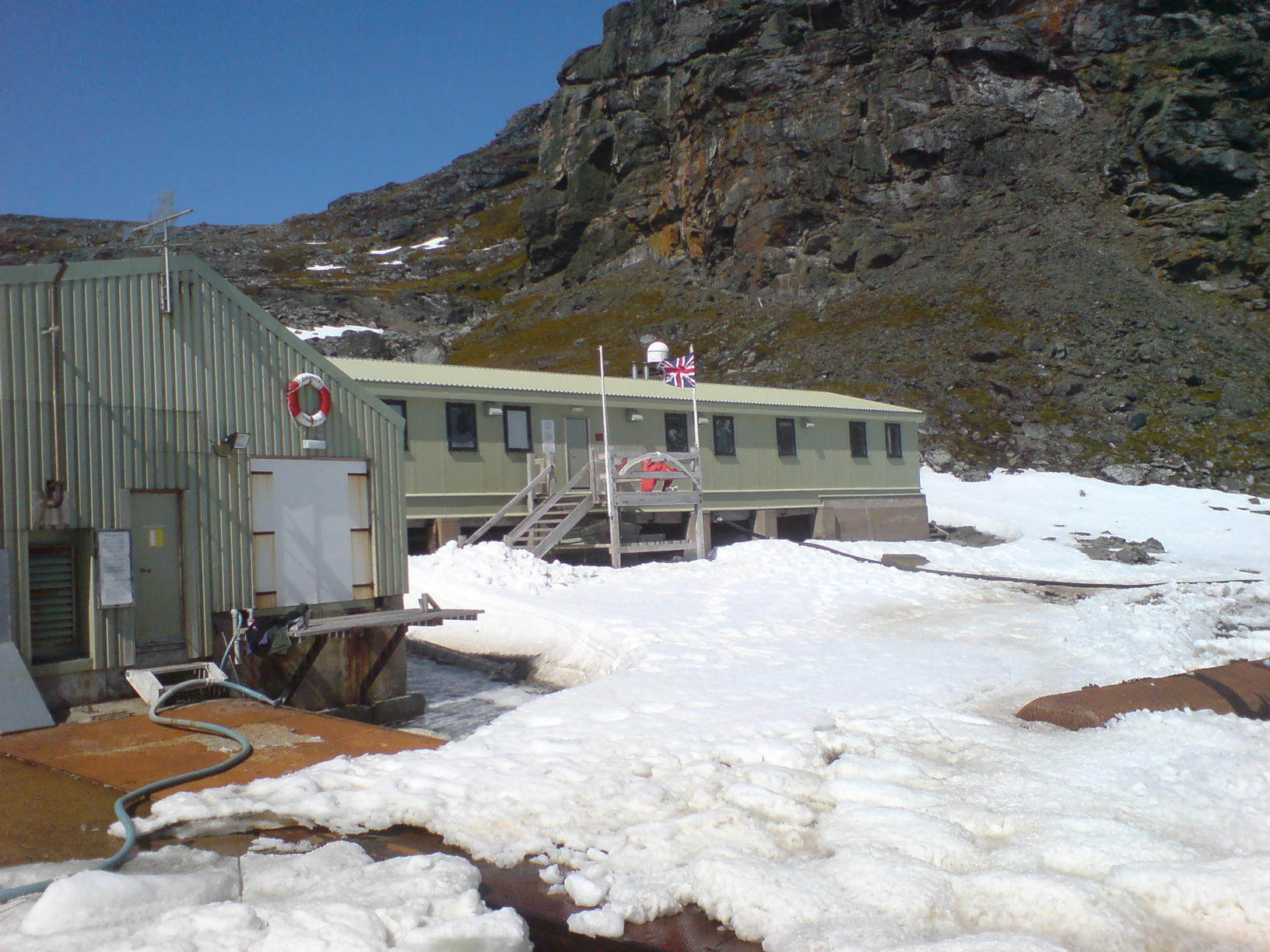
Budynki stacji w 2006

Główny budynek stacji, Sorlle House, został nazwany imieniem kpt. Pettera Sørlle, który m.in. nazwał wyspę Signy (od imienia żony, Signy Therese). Budynek zawiera kwatery mieszkalne dla ośmiu, na krótki okres nawet dziewięciu osób, laboratoria, prysznice i toalety. Pozostałe budynki mieszczą generatory i instalacje do uzyskiwania wody pitnej oraz pełnią rolę magazynów. Ponadto na wyspie znajdują się cztery małe schronienia terenowe.
W sezonie badawczym personel bazy stanowią, oprócz naukowców, dowódca stacji i inżynier odpowiedzialny za obiekty. Często obecny jest także specjalista do spraw bezpieczeństwa w badaniach terenowych. Konserwacji sprzętu i budynków dokonuje personel techniczny, przywożony na Orkady Południowe według zapotrzebowania.